# شهرستان بالدوین (جورجیا)
شهرستان بالدوین، جورجیا (به انگلیسی: Baldwin County, Georgia) یک سکونتگاه مسکونی در ایالات متحده آمریکا است که در جورجیا واقع شده‌است.